# Contaminación del suelo

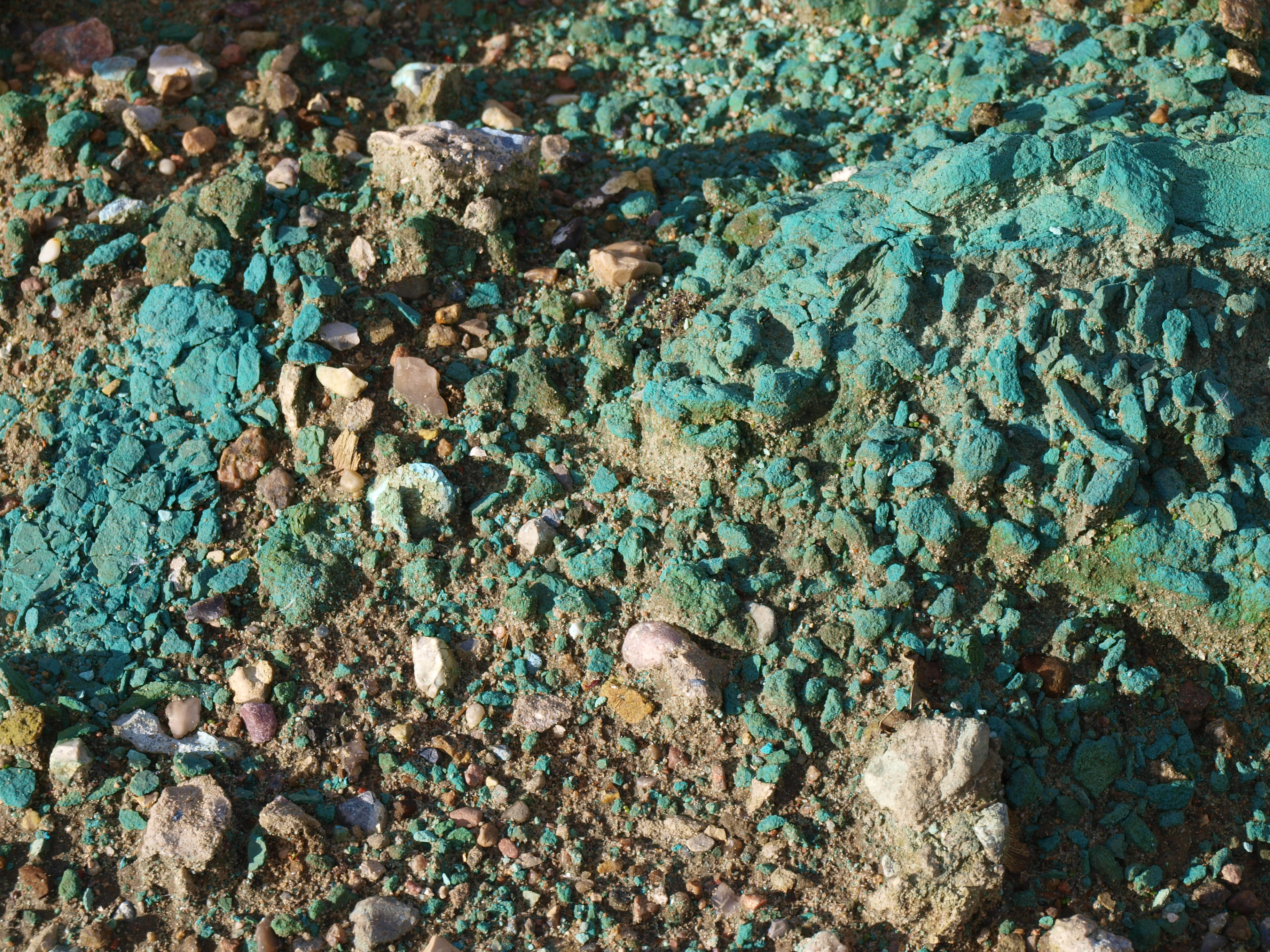
Contaminación del suelo por arsénico en Collstrop, contaminado entre 1963-2007, ubicado en Hillerod, Brabrand, Aarhus Kommune, región de Midtjylland, Dinamarca. Lugar de estudio de remediación para la estabilización de suelos semicontaminados con arsénico y cromo, utilizando residuos de tratamiento de agua.

La contaminación del suelo es una degradación de la calidad del suelo asociada a la presencia de sustancias químicas. Se define como el aumento en la concentración de compuestos químicos, que provoca cambios perjudiciales y reduce su empleo potencial, tanto por parte de la actividad humana, como por la naturaleza.
Se habla de contaminación del suelo cuando se introducen sustancias o elementos de tipo sólido, líquido o gaseoso que afectan a la biota edáfica, las plantas, la vida animal y la salud humana. 
El suelo puede contaminarse de diversas formas: cuando se rompen tanques de almacenamiento subterráneo, cuando se aplican pesticidas, por filtraciones de la red de saneamiento y pozos ciegos, o por acumulación directa de productos industriales o radioactivos.

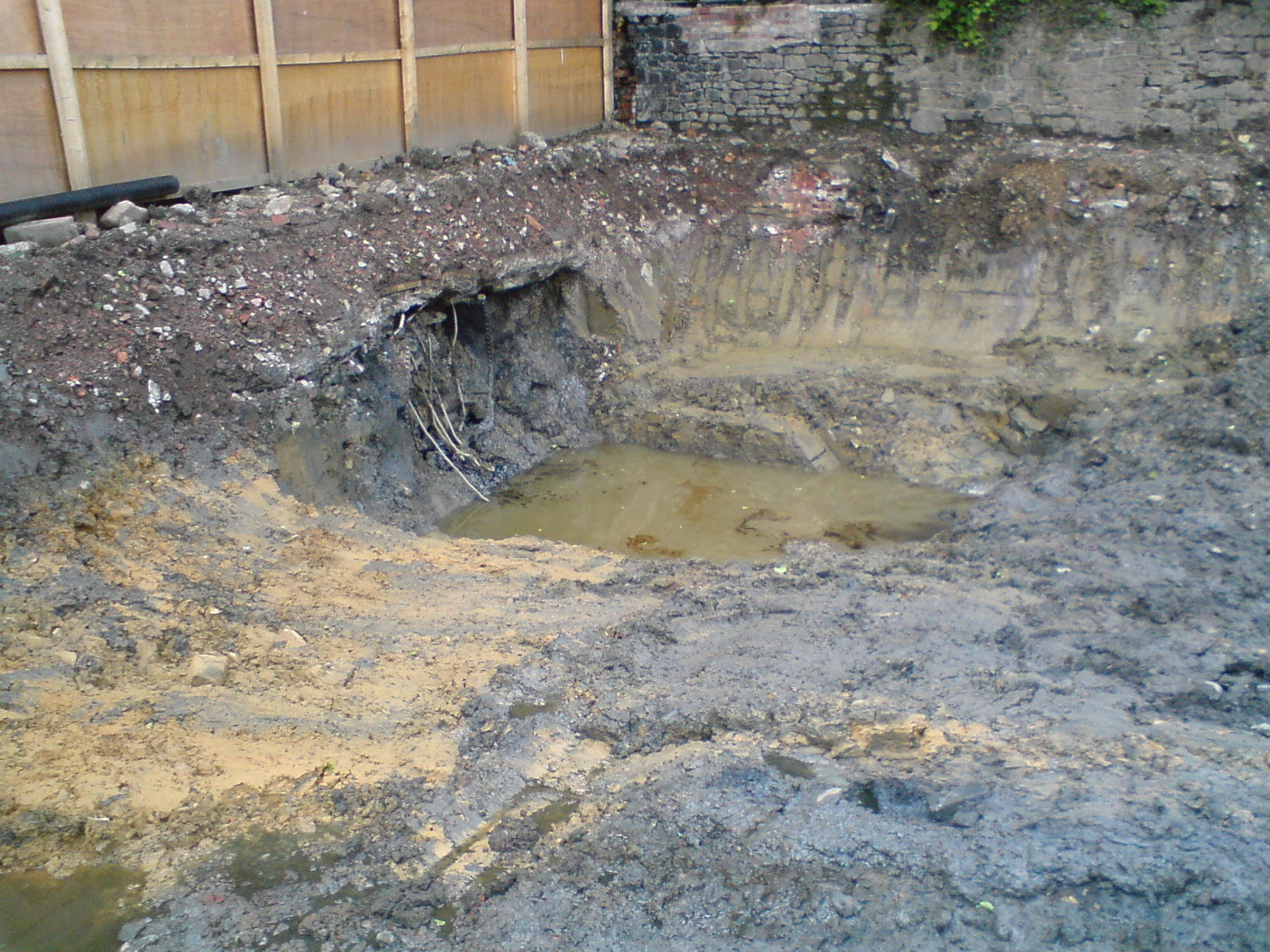
Contaminación del suelo causada por depósitos subterráneos de almacenamiento de alquitrán.

Los productos químicos más comunes son derivados del petróleo, solventes, pesticidas y otros metales pesados. Este fenómeno está estrechamente relacionado con el grado de industrialización e intensidad del uso de productos químicos. Entre los contaminantes del suelo más significativos se encuentran los hidrocarburos como el petróleo y sus derivados, los metales pesados frecuentes en baterías, el Metil tert-butil éter (MTBE), los herbicidas y plaguicidas generalmente rociados a los cultivos industriales y monocultivos y organoclorados producidos por la industria. También los vertederos y cinturones ecológicos que entierran grandes cantidades de basura de las ciudades. Esta contaminación puede afectar a la salud de forma directa y al entrar en contacto con fuentes de agua potable.
En lo que concierne a la contaminación de suelos su riesgo es primariamente de salud, de forma directa y al entrar en contacto con fuentes de agua potable. La delimitación de las zonas contaminadas y la resultante limpieza de esta son tareas que consumen mucho tiempo y dinero y requieren extensas habilidades de geología, hidrografía, química y modelos a computadora.
Los principales causantes de la contaminación del suelo son: los plásticos arrojados sin control, vertidos incontrolados de materia orgánica provenientes de depuradoras o actividades agropecuarias, aplicación de plaguicidas (insecticidas, herbicidas, fungicidas) sin seguir las instrucciones de seguridad o sustancias radioactivas provenientes de ensayos nucleares o de instalaciones industriales que contaminan el suelo natural o artificial. La contaminación del suelo se ha establecido como una importante alteración que se ve reflejada directamente en la superficie terrestre, a partir de diferentes causas que estiman empeorar con el paso del tiempo si no se toman las medidas adecuadas en el planeta.
Las principales fuentes antropogénicas de contaminación del suelo son los químicos, las actividades industriales, residuos domésticos, ganaderos y municipales, agroquímicos y productos derivados del petróleo. Estos químicos son liberados al ambiente accidentalmente, por ejemplo, por derrames petroleros o filtración de vertederos o, intencionalmente, como sucede con el uso de fertilizantes y plaguicidas, irrigación con aguas residuales no tratadas o aplicación al suelo de lodos residuales.

## Causas de la contaminación del suelo
- Acontecimientos como:
  - Pruebas atómicas, como las realizadas por los británicos en Australia, que provocan que el suelo no pueda someterse a procesos de la descontaminación por miles de años.
  - Accidentes nucleares como Chernóbil muestran la increíble y descomunal contaminación de suelos, agua, atmósfera, consecuencia de la falta de sentido común o de leyes restrictivas a las potenciales fuentes de contaminación.
- Las causas más comunes de contaminación del suelo son:
  - Tecnología agrícola nociva (uso de aguas negras -purines- o de aguas de ríos contaminados; uso indiscriminado de pesticidas, plaguicidas y fertilizantes peligrosos en la agricultura).
  - Carencia o uso inadecuado de sistemas de eliminación de basura urbana.
  - Industria con sistemas antirreglamentarios de eliminación de los desechos.

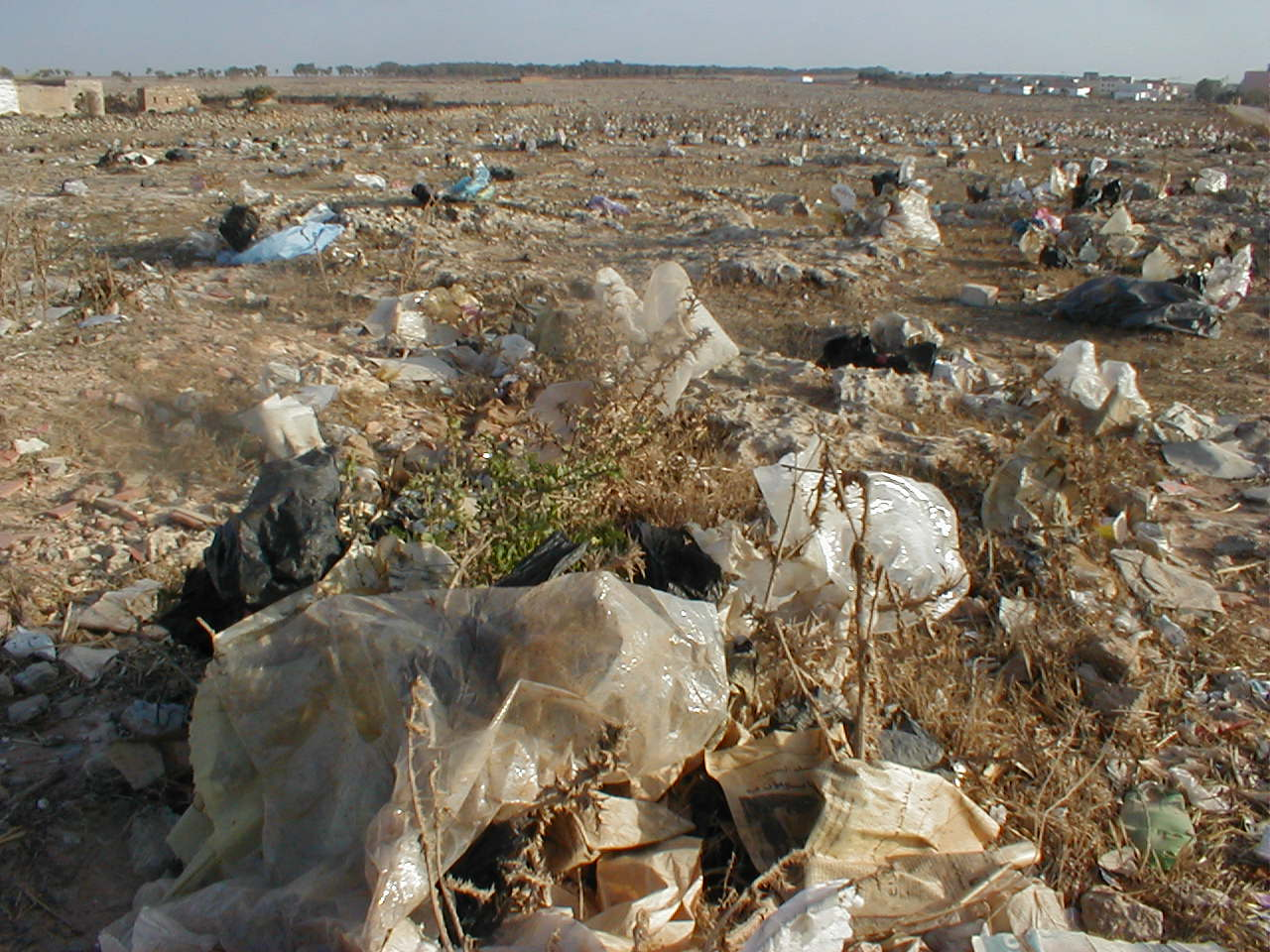
Contaminación del suelo por vertido de plásticos

Por otra parte, se presenta contaminación del suelo naturalmente; esto se da debido a que algunas rocas presentan metales pesados (cromo, níquel, plomo) los cuales se incorporan al suelo en el proceso de meteorización. Estos elementos, en pequeñas proporciones, son aprovechados, pero, en cantidades elevadas, son nocivos para la salud.
- Otras causas son también:

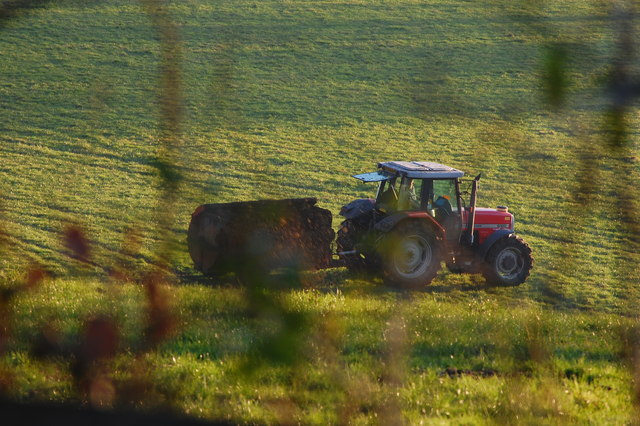
Aplicación de purines en un campo

  - Ruptura de tanques de almacenamiento subterráneo: es un método seguro de almacenar  líquidos inflamables o combustibles pero pueden romperse a causa de la excesiva carga de tierra a su alrededor o tapando la entrada de desechos o por las vibraciones del tráfico.
  - Filtraciones en rellenos sanitarios: estos espacios pequeños destinados a la acumulación de basura y donde la misma es cubierta por capas de tierra y se compacta de tal manera que no es perjudicial para la salud, puede sufrir algún tipo de filtración o rotura en sus capas
  - Monocultivo: el hecho de plantar una sola especie en unas tierras sin descanso ni abono deteriora el suelo, empobrece de nutrientes, provocando erosión, esterilidad y desertificación.
  - Compactación de suelos: es ocasionado cuando se comprime el suelo para poder edificar sobre él o cuando una gran cantidad de ganado camina sobre un terreno de forma constante. Genera que las plantas no puedan desarrollar sus raíces, dando como resultado un suelo infértil.

## Efectos de la contaminación del suelo
La presencia de contaminantes en un suelo supone la existencia de potenciales efectos nocivos para el hombre, la fauna en general y la vegetación. Estos efectos tóxicos dependerán de las características toxicológicas de cada contaminante y de la concentración del mismo.
En general, la presencia de contaminantes en el suelo se refleja de forma directa en la degradación de la vegetación, la reducción de las especies presentes y en la acumulación de contaminantes en las plantas, sin que generen daños notables en estas.
Indirectamente, a través de la cadena trófica, la incidencia de un suelo contaminado puede ser más relevante. Absorbidos y acumulados por la vegetación, los contaminantes del suelo pasan a la fauna en dosis muy superiores a las que podrían hacerlo por ingestión de tierra.
Cuando estas sustancias son bioacumulables, el riesgo se amplifica al incrementarse las concentraciones de contaminantes a medida que ascendemos en la cadena trófica, en cuya cima se encuentra el hombre.
Las precipitaciones ácidas sobre determinados suelos originan, gracias a la capacidad intercambiadora del medio edáfico, la liberación del ion aluminio, desplazándose hasta ser absorbido en exceso por las raíces de las plantas, afectando a su normal desarrollo.
En otros casos, se produce una disminución de la presencia de las sustancias químicas en estado favorable para la asimilación por las plantas. Así pues, al modificarse el pH del suelo, pasando de básico a ácido, el ion manganeso que está disuelto en el medio acuoso del suelo se oxida, volviéndose insoluble e inmovilizándose.
A este hecho hay que añadir que cuando el pH es bajo, las partículas coloidales como los óxidos de hierro, titanio, zinc, etc. que puedan estar presentes en el medio hídrico, favorecen la oxidación del ion manganeso.
Esta oxidación se favorece aún más en suelos acidificados bajo la incidencia de la luz solar en las capas superficiales de los mismos, produciéndose una actividad fotoquímica de las partículas coloidales anteriormente citadas, ya que tienen propiedades semiconductoras.
Otro proceso es el de la biometilización, que es un proceso por el cual reaccionan los iones metálicos y determinadas sustancias orgánicas naturales, cambiando radicalmente las propiedades físico-químicas del metal. Es el principal mecanismo de movilización natural de los cationes de metales pesados.
Los metales que ofrecen más afinidad para este proceso son: mercurio, plomo, arsénico y cromo. Los compuestos organometálicos así formados suelen ser muy liposolubles y salvo casos muy puntuales, las consecuencias de la biometilización natural son irrelevantes, cuando los mentales son añadidos externamente en forma de vertidos incontrolados, convirtiéndose realmente en un problema.

### Efectos en la salud humana
La contaminación del suelo tiene consecuencias significativas en la salud humana, tanto de manera directa como indirecta. La exposición a metales pesados y pesticidas a través del contacto con el suelo o de alimentos y agua contaminados puede provocar intoxicaciones, problemas neurológicos, alteraciones endocrinas y aumentar el riesgo de cáncer. El suelo tiene la capacidad de filtrar, amortiguar, retener y degradar contaminantes. Sin embargo, esta capacidad tiene sus límites y estos contaminantes pueden acumularse en la cadena alimentaria. Se calcula que un 95% de los alimentos que consumimos provienen directa o indirectamente de los suelos. Las filtraciones de químicos al agua potable pueden causar trastornos gastrointestinales y hepáticos. 
La exposición a compuestos tóxicos puede generar enfermedades respiratorias y problemas de piel, mientras que la alteración de ciclos biogeoquímicos afecta la calidad del aire y el agua, impactando la salud general.

## Consecuencias
- Alteración de los ciclos biogeoquímicos.

Entre los ciclos biogeoquímicos se encuentran los del carbono, del oxígeno, del fósforo, del azufre y del nitrógeno entre otros. Estos elementos y los procesos derivados van desde el suelo al aire y al agua y también circulan entre los diferentes seres vivos. Debido a los contaminantes generados por el hombre pueden sufrir modificaciones.
- Contaminación de mantos freáticos.

Las aguas subterráneas constituyen el 97 % de toda el agua dulce del planeta y puede contaminarse al filtrarse desde el suelo los contaminantes de este como los plaguicidas empleados en exceso en la agricultura. El exceso de nitrógeno depositado en las tierras de labor por medio de fertilizantes va a parar por filtración a las aguas subterráneas contaminándolas.
- Interrupción de procesos biológicos.

Un suelo contaminado dificulta el desarrollo de la vida de la fauna, sin existir alimento ni agua limpia, las especies migran o sufren daños irremediables en su cadena de procreación. Con este proceso se sufre entonces lo que se llama «degradación paisajística» y por ende una «perdida en el valor del suelo», las actividades agropecuarias se detienen, la fauna desaparece y la tierra queda inútil.
- Algunas soluciones a este problema pueden ser:

La ecoagricultura está ganando terreno poco a poco a la agricultura artificial sobre todo en países europeos y en algunas comunidades pobres que buscan producciones alternativas para sus alimentos. La ecoagricultura no utiliza pesticidas ni agroquímicos,  sólo se basa en la forma tradicional de plantar, abonar y recolectar los alimentos.
Otra solución es el reciclaje de plásticos, baterías, vidrio o aceites de coches y de cocina porque son elementos que tardan muchos años en degradarse, por lo que esta acción contribuye a mantener nuestro suelo libre de contaminantes.
La regulación de determinadas prácticas como la extracción minera, la actividad industrial que produce desechos tóxicos. Buscar soluciones que van desde la limpieza de la zona hasta la simple delimitación de la zona dañada y la prohibición de su uso para determinadas actividades.
Habitualmente, las actuaciones se centran en la mejora de las plantas de reciclaje para reducir la contaminación del suelo y, al mismo tiempo la del agua, un adecuado reciclaje de basuras y depuración de desechos y la promoción de las energías renovables. Mantener las redes de saneamiento en buen estado y mejorar la depuración de las aguas residuales, así como el tratamiento de los vertidos industriales que se devuelven a la naturaleza.

## Contaminación del suelo por plaguicidas o pesticidas

### Insecticidas
Se usan para exterminar plagas de insectos. Actúan sobre larvas, huevos o insectos adultos. Uno de los insecticidas más usado fue el DDT, que se caracteriza por ser muy rápido. Trabaja por contacto y es absorbido por la cutícula de los insectos, provocándoles la muerte. Este insecticida puede mantenerse por 10 años o más en los suelos y no se descompone.
Se ha demostrado que los insecticidas organoclorados, como es el caso del DDT, se introducen en las cadenas alimenticias y se concentran en el tejido graso de los animales. Cuanto más alto se encuentre en la cadena —es decir, más lejos de los vegetales— más concentrados estará el insecticida. En todos los eslabones de la cadena, existirán dosis de insecticida en sus tejidos. Sin embargo, en el carnívoro de 2.° orden, el insecticida estará mucho más concentrado.
El problema de la contaminación por plaguicidas es cada vez más grave tanto por la cantidad y diversidad como por la resistencia a ellos que adquieren algunas especies, lo que ocasiona que se requiera cada vez mayor cantidad del plaguicida para obtener el efecto deseado en las plagas. Sin embargo, la flora y fauna oriundas es afectada cada vez más destruyendo la diversidad natural de las regiones en que se usan. Además pueden ser consumidos por el hombre a través de plantas y animales que consume como alimento.
Hay otros insecticidas que son usados en las actividades hortofrutícolas; son biodegradables y no se concentran, pero su acción tóxica está asociada al mecanismo de transmisión del impulso nervioso, provocando en los organismos contaminados una descoordinación del sistema nervioso.

### Herbicidas
Son un tipo de compuesto químico que destruye la vegetación, ya que impiden el crecimiento de los vegetales en su etapa juvenil o bien ejercen una acción sobre el metabolismo de los vegetales adultos. Los herbicidas son potenciales contaminantes del suelo de dos maneras muy diferentes. Primera: pueden ser movilizados del suelo donde se aplicaron mediante las lluvias y aparecer en las aguas superficiales o subterráneas. Segunda: los residuos en el suelo, si son excesivos, pueden ocasionar que las plantas de próximos cultivos se vean afectadas también y tengan dificultades para germinar o desarrollarse.

### Fungicidas
Son plaguicidas que se usan para poder combatir el desarrollo de los hongos (fitoparásitos). Contienen los metales azufre y cobre. Pertenecen a una gran variedad de grupos químicos. Reducen la actividad fúngica del suelo y con excepción de los fungicidas organomercuriales y el benomilo, los efectos suelen ser transitorios y reversibles. Los fungicidas empleados en la agricultura por lo general no son persistentes pero algunos se degradan en el suelo y dan lugar a productos muy tóxicos.

## Contaminación del suelo por la actividad minera

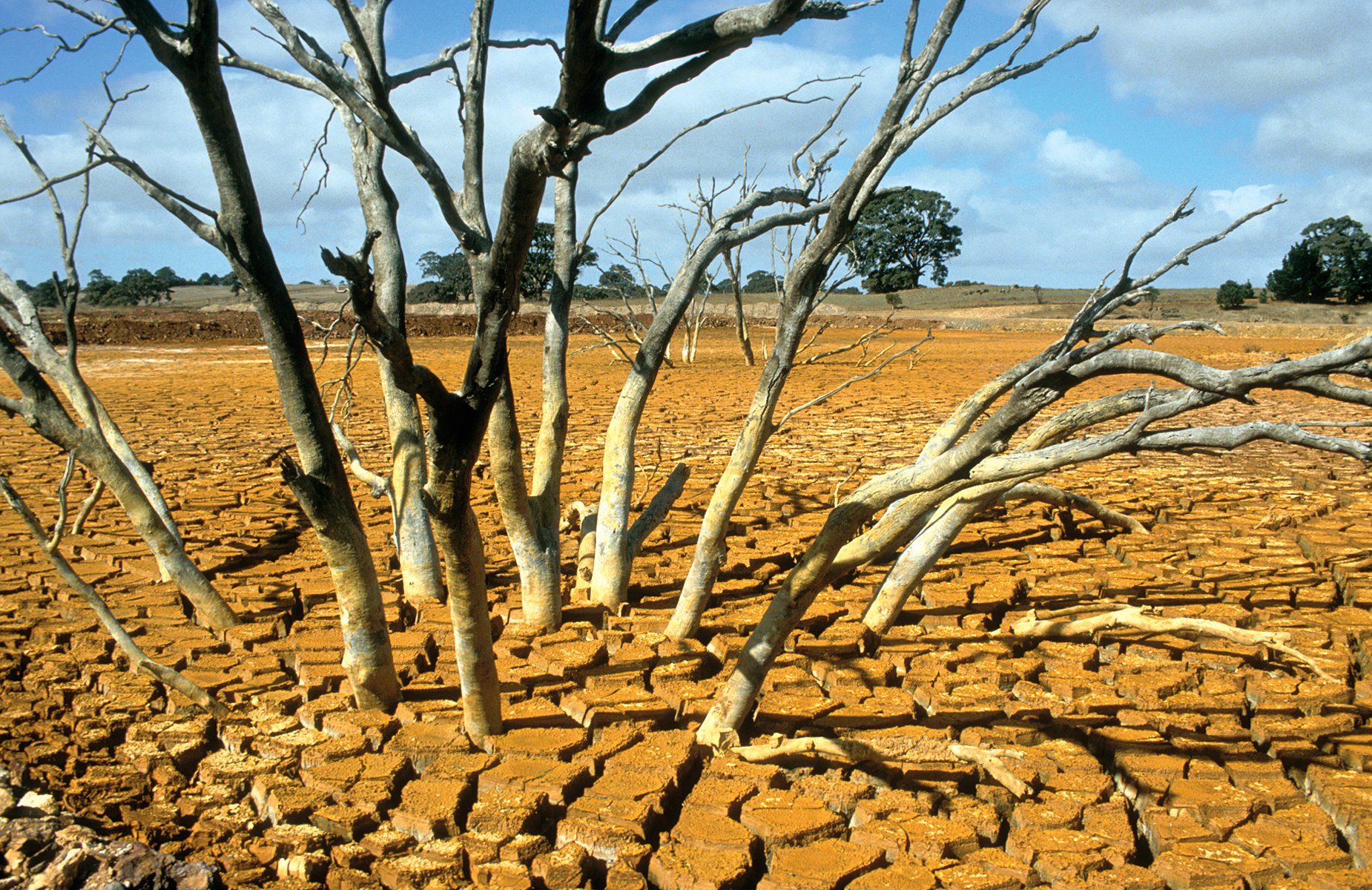
Lecho seco de residuos de una mina en Australia.

La explotación de recursos mineros genera un importante impacto ambiental. Las labores mineras, tanto subterráneas, como superficiales generan varias afecciones:
- Aguas: Las cortas y galerías mineras interceptan los acuíferos y modifican los niveles freáticos, al tiempo que contaminan las corrientes subterráneas y superficiales.

Las aguas mineras producen:
- Alteración del pH: Los vertidos pueden tener valores de pH muy alcalinos o muy ácidos. Los casos de acidez extrema (aguas ácidas de mina) están asociados al beneficio de menas sulfuradas (REF).
- Contaminación por sales y metales: Las minas en activo extraen el agua subterránea que inunda sus galerías y, tras el cese de la actividad, las explotaciones se inundan de forma espontánea. Las aguas que fluyen al exterior pueden contener altos niveles de fosfatos, sulfatos, nitratos, metales (plomo, cobre, plata, manganeso, cadmio, hierro, cinc…) y radionucléidos. A esto se añaden los productos empleados en el tratamiento del mineral (cianuros, mercurio, tensoactivos, etc).
- Escombreras: Los restos de roca y mineral no aprovechado formas grandes montones con un gran impacto visual. Entre ellas destacan los “diques de estériles”, donde se acumulan los residuos finos del proceso de enriquecimiento del mineral.
- Polvo: Las operaciones de minería generan grandes cantidades de polvo que son arrastradas por el viento y se depositan los lugares cercanos a sotavento.
- Destrucción del paisaje: El movimiento de tierras y las excavaciones alteran el relieve y crean grandes superficies de suelo alterado con un alto impacto estético y ambiental. Los relieves quedan modificados y se observan hundimientos superficiales y corrimientos de tierras.

## Descontaminación
La descontaminación o remediación se analiza utilizando mediciones de la química del suelo y aplicando un modelo de computadora para analizar el transporte de los suelos contaminados.
Pretende reducir o llegar a eliminar, si es posible, las sustancias contaminantes y su concentración para que pueda ser utilizado de nuevo. Existen tratamientos térmicos, otros que implican lavados del suelo , aireación y volatilización de las sustancias contaminantes. La alternativa biológica consiste en el empleo de microorganismos y plantas para fijar, eliminar o degradar las sustancias.